# Храброво (Варненская область)
Храброво (болг. Храброво) — село в Болгарии. Находится в Варненской области, входит в общину Провадия. Население составляет 406 человек.

## Политическая ситуация
В местном кметстве Храброво, в состав которого входит Храброво, должность кмета (старосты) исполняет Александра Нанева Симеонова (Болгарская социалистическая партия (БСП)) по результатам выборов правления кметства.
Кмет (мэр) общины Провадия — Георги Стоянов Янев (ДНГ) по результатам выборов в правление общины.